# Trox unistriatus
Trox unistriatus es una especie de escarabajo del género Trox, familia Trogidae. Fue descrita científicamente por Pallisot de Beauvois en 1805.
Se distribuye por la ecozona del Neártico. Habita en Canadá (Alberta, Saskatchewan, Manitoba, Ontario, Quebec, Nuevo Brunswick, Nueva Escocia, Isla del Príncipe Eduardo, Terranova) y los Estados Unidos (Carolina del Norte, Florida, Luisiana, Texas, Colorado, Carolina del Sur, Nebraska, Indiana).
Mide 9-12 milímetros de longitud.